# Starting Now!
„STARTING NOW!” – trzydziesty czwarty singel japońskiej piosenkarki Nany Mizuki, wydany 13 lipca 2016 roku.
Utwór tytułowy został użyty jako opening anime Kono bijutsu-bu ni wa mondai ga aru!, „Antiphona” jako piosenka przewodnia gry na iOS/Android – The Tower of Princess, a „Rensō hanabi” użyto w reklamach sieci restauracji Nakau. Singel osiągnął 3 pozycję w rankingu Oricon i pozostał na liście przez 11 tygodnie, sprzedał się w nakładzie 43 696 egzemplarzy.

## Lista utworów
| Nr | Tytuł                                        | Słowa          | Kompozycja     | Aranżacja                        | Czas |
| -- | -------------------------------------------- | -------------- | -------------- | -------------------------------- | ---- |
| 1. | "STARTING NOW!"                              | Nana Mizuki    | Takuya Fujita  | Junpei Fujita (Elements Garden)  | 3:28 |
| 2. | "Antiphona" (jap. アンティフォーナ Antifōna) | Shihori        | Eriko Yoshiki  | Yūsuke Katō                      | 3:35 |
| 3. | "Rensō hanabi" (jap. 恋想花火)               | Takumi Yoshida | Takumi Yoshida | Hitoshi Fujima (Elements Garden) | 5:06 |

## Notowania
| Lista                             | Najwyższa pozycja |
| --------------------------------- | ----------------- |
| Oricon Weekly Singles Chart       | 3                 |
| Billboard Japan Hot 100           | 3                 |
| Billboard Japan Hot Animation     | 1                 |
| Billboard Japan Hot Singles Sales | 3                 |
| Billboard Japan Radio Songs       | 22                |